# دور المجموعات في دوري أبطال إفريقيا 2012
مباريات دور المجموعات في دوري أبطال أفريقيا 2012 أقيمت ما بين يوليو وسبتمبر 2012.
مواعيد مراحل المباريات كانت 6–8 يوليو، 20–22 يوليو، 3–5 أغسطس، 17–19 أغسطس، 31 أغسطس–2 سبتمبر و 14–16 سبتمبر.
شهد دور المجموعات مشاركة الفائزون الثمانية من الدور الثاني. تم تقسيمهم إلى مجموعتين من أربعة فرق، حيث سيلعبون ضد بعضهم البعض ذهاب-و-إياب بنظام الدوري المجزأ. الفريقين الأفضل في كل مجموعة تأهلوا إلى نصف النهائي.

## التصنيف
أقيمت قرعة دور المجموعات يوم 15 مايو 2012، 14:00 ت ع م+02:00، في مقر الكاف بالقاهرة. صنفت الفرق الثمانية إلى أربع وعائات (باستخدام ترتيب الفرق السنوي المخصص من 2007–2011). تحتوي كل مجموعة على فريق واحد من كل وعاء.
| وعاء 1                                             | وعاء 2                                   | وعاء 3                                   | وعاء 4                                        |
| -------------------------------------------------- | ---------------------------------------- | ---------------------------------------- | --------------------------------------------- |
| - الترجي الرياضي 42 نقطة - تي. بي. مازيمبي 41 نقطة | - الأهلي 36 نقطة - النجم الساحلي 17 نقطة | - سانشاين ستارز 10 نقاط - الزمالك نقطتين | - أولمبي الشلف 0 نقاط - بيريكوم تشيلسي 0 نقاط |

## حسم التعادل
ترتيب حسم التعادل يستخدم عندما يكون فريقين أو أكثر متساويين في النقاط هي:
1. عدد نقاط التي تم الحصول عليها في المباريات بين الفرق المعنية؛
2. فارق أهداف في المباريات بين الفرق المعنية؛
3. أهداف مسجلة في المباريات بين الفرق المعنية؛
4. أهداف مسجلة خارج القواعد في المباريات بين الفرق المعنية؛
5. فارق الأهداف في جميع المباريات؛
6. أهداف مسجلة في جميع المباريات؛
7. سحب القرعة.

## المجموعات

### المجموعة الأولى
| الفريق         | نقاط   | فرق    | عليه   | له     | خ      | ت      | ف      | لعب    |
| -------------- | ------ | ------ | ------ | ------ | ------ | ------ | ------ | ------ |
| الترجي الرياضي | 9      | 3+     | 3      | 6      | 1      | 0      | 3      | 4      |
| سانشاين ستارز  | 6      | 0      | 4      | 4      | 2      | 0      | 2      | 4      |
| أولمبي الشلف   | 3      | 3−     | 7      | 4      | 3      | 0      | 1      | 4      |
| النجم الساحلي  | استبعد | استبعد | استبعد | استبعد | استبعد | استبعد | استبعد | استبعد |

ملاحطات
ملاحطة 2: أوقفت مباراة النجم الساحلي v الترجي الرياضي في يوم المباريات 4 بسبب اقتحام الجماهير للملعب. الكاف قرر استبعاد النجم الساحلي ليتم حذف جميع النتائج التي حققها النجم الساحلي ضمن المجموعة الأولى.
| أولمبي الشلف | 1 – 0 ألغيت | النجم الساحلي |
| ------------ | ----------- | ------------- |
|              | تقرير       | بلعيد 9'      |

| سانشاين ستارز | 2 – 0 | الترجي الرياضي            |
| ------------- | ----- | ------------------------- |
|               | تقرير | المساكني 20' · ندجينغ 45' |

| الترجي الرياضي                                | 2 – 3 | أولمبي الشلف          |
| --------------------------------------------- | ----- | --------------------- |
| المولهي 29' (ركل.)، 87' (ركل.) · ندجينغ 90+3' | تقرير | ملولي 42' · مسعود 85' |

| النجم الساحلي | 0 – 0 ألغيت | سانشاين ستارز |
| ------------- | ----------- | ------------- |
|               | تقرير       |               |

| سانشاين ستارز               | 0 – 2 | أولمبي الشلف |
| --------------------------- | ----- | ------------ |
| أولورونداري 48' · أزوكا 59' | تقرير |              |

| الترجي الرياضي     | 0 – 1 ألغيت | النجم الساحلي |
| ------------------ | ----------- | ------------- |
| المولهي 41' (ركل.) | تقرير       |               |

| أولمبي الشلف | 2 – 1 | سانشاين ستارز             |
| ------------ | ----- | ------------------------- |
| إيينغا 48'   | تقرير | تامين 45+2' · أوكييما 76' |

| النجم الساحلي | 2 – 0 أوقفت وألغيت | الترجي الرياضي           |
| ------------- | ------------------ | ------------------------ |
|               | تقرير              | العواضي 41' · ندجينغ 74' |

| الترجي الرياضي         | 0 – 1 | سانشاين ستارز |
| ---------------------- | ----- | ------------- |
| إيبيتوغوا 52' (بالخطأ) | تقرير |               |

| النجم الساحلي | ألغيت | أولمبي الشلف |
| ------------- | ----- | ------------ |
|               |       |              |

| أولمبي الشلف | 0 – 1 | الترجي الرياضي |
| ------------ | ----- | -------------- |
|              |       |                |

| سانشاين ستارز | ألغيت | النجم الساحلي |
| ------------- | ----- | ------------- |
|               |       |               |

### المجموعة الثانية
| الفريق          | نقاط | فرق | عليه | له | خ | ت | ف | لعب |
| --------------- | ---- | --- | ---- | -- | - | - | - | --- |
| الأهلي          | 11   | 3+  | 6    | 9  | 1 | 2 | 3 | 6   |
| تي. بي. مازيمبي | 10   | 3+  | 6    | 9  | 2 | 1 | 3 | 6   |
| بيريكوم تشيلسي  | 9    | 1−  | 10   | 9  | 1 | 3 | 2 | 6   |
| الزمالك         | 2    | 5−  | 10   | 5  | 4 | 2 | 0 | 6   |

| بيريكوم تشيلسي        | 2-3   | الزمالك       |
| --------------------- | ----- | ------------- |
| كلوتي 29'، 46'، 90+1' | تقرير | سيسي 22'، 34' |

| الأهلي               | 1-2   | تي. بي. مازيمبي |
| -------------------- | ----- | --------------- |
| متعب 12' · جدو 90+2' | تقرير | ساماتا 85'      |

| تي. بي. مازيمبي | 2 – 2 | بيريكوم تشيلسي        |
| --------------- | ----- | --------------------- |
| مبوتو 11'، 32'  | تقرير | كلوتي 71' (ركل.)، 84' |

| الزمالك | 1-0   | الأهلي        |
| ------- | ----- | ------------- |
|         | تقرير | أبو تريكة 79' |

| تي. بي. مازيمبي          | 0 – 2 | الزمالك |
| ------------------------ | ----- | ------- |
| كاسونغو 70' · ساماتا 77' | تقرير |         |

| الأهلي                                  | 1 – 4 | بيريكوم تشيلسي   |
| --------------------------------------- | ----- | ---------------- |
| السعيد 17' · نجيب 33' · سليمان 68'، 72' | تقرير | كلوتي 41' (ركل.) |

| بيريكوم تشيلسي | 1 – 1 | الأهلي    |
| -------------- | ----- | --------- |
| أوبوكو 52'     | تقرير | أنيست 43' |

| الزمالك        | 2 – 1 | تي. بي. مازيمبي          |
| -------------- | ----- | ------------------------ |
| أوموتويوسي 36' | تقرير | هيموندي 34' · ساماتا 44' |

| الزمالك     | 1 – 1 | بيريكوم تشيلسي |
| ----------- | ----- | -------------- |
| إبراهيم 13' | تقرير | نافيو 24'      |

| تي. بي. مازيمبي        | 0 – 2 | الأهلي |
| ---------------------- | ----- | ------ |
| ساماتا 40' · كاندا 61' | تقرير |        |

| بيريكوم تشيلسي | 0 – 1 | تي. بي. مازيمبي |
| -------------- | ----- | --------------- |
| أوبوكو 80'     | تقرير |                 |

| الأهلي    | 1 – 1 | الزمالك     |
| --------- | ----- | ----------- |
| بركات 62' | تقرير | إبراهيم 42' |